# Wanda Klaff
Wanda Klaff (Danzig, 6 maart 1922 - Gdańsk, 4 juli 1946) was een Duitse bewaakster van het concentratiekamp Stutthof tijdens de Tweede Wereldoorlog.

## Levensloop
Klaff werd op 6 maart 1922 geboren als Wanda Kalacinski. In 1938 verliet ze haar school en ging ze werken in een jamfabriek. Ze deed dit werk tot 1942 toen ze trouwde met Willy Klaff en huisvrouw werd. In 1944 werd ze Aufseherin in een subkamp van concentratiekamp Stutthof nabij Praust. Op 5 oktober 1944 werd ze overgeplaatst naar het subkamp Russoschin. Klaff stond bekend om haar mishandelingen tegenover de gevangenen. Naar eigen zeggen sloeg ze iedere dag minstens twee gevangenen.
In het begin van 1945 vluchtte Klaff uit het kamp. Maar ze werd op 11 juni door de Poolse politie gearresteerd en naar de gevangenis gebracht in afwachting van het proces. Ze kreeg in de gevangenis buiktyfus, maar kon desondanks tijdens het Stutthofproces, dat begon op 25 april 1946 en duurde tot 31 mei 1946, aanwezig zijn. Samen met enkele andere vrouwelijke bewakers en kapo's werd ze aangeklaagd. Klaff werd veroordeeld tot de dood door ophanging. Op 4 juli 1946 werd het vonnis voltrokken.